# Boris Tadić
Boris Tadić (srbsko Борис Тадић), srbski politik, * 15. januar 1958, Sarajevo, Bosna in Hercegovina.
Tadić je bil v obdobju 2004–2012 predsednik Republike Srbije in vodja srbske Demokratske stranke (DS). Rojen je bil v Sarajevu, takratni republiki Bosni in Hercegovini, ki je bila del Jugoslavije. Oče Ljubomir je bil po izobrazbi filozof in član Srbske akademije znanosti in umetnosti, mama Nevenka pa je bila po izobrazbi psihologinja. Borisov dedek in šest drugih sorodnikov je bilo v času druge svetovne vojne žrtev ustaškega taborišča Jasenovac. Pred izvolitvijo za predsednika Srbije je bil minister za telekomunikacije ZRJ in minister za obrambo Srbije in Črne gore.  
Po izobrazbi je univerzitetni diplomirani psiholog. Tekoče govori angleški, italijanski in francoski jezik. Bil je poročen, a kasneje ločen. Je oče dveh otrok.